# Arbeit und Arbeitsrecht
Arbeit und Arbeitsrecht (AuA) ist eine deutschsprachige Fachzeitschrift für das Personalmanagement. Sie erscheint monatlich im Berliner Verlag HUSS-MEDIEN GmbH (Teil der Huss Unternehmensgruppe) und verbindet Trends in der Personalwirtschaft mit umfassenden Informationen zu aktueller Rechtsprechung und neuen Vorschriften. Wichtige Themenfelder sind das Arbeitsrecht, die Vergütung sowie Management, Führung und Organisation.

## Geschichte
Unter dem Namen Arbeit und Sozialfürsorge erschien die Zeitschrift im 1. Jahrgang am 1. März 1946 als amtliches Organ der Zentralverwaltung für Arbeit und Sozialfürsorge in der Sowjetischen Okkupationszone Deutschlands im VEB Deutscher Zentralverlag nach Genehmigung durch die Sowjetische Militäradministration in Deutschland (SMAD). 1959 erweiterte sich das Spektrum auf die Bereiche Fragen der Arbeit, des Arbeitsschutzes, des Arbeitsrechts und des Sozialwesens. Ab 1960 trug die Zeitschrift den Untertitel „Zeitschrift für alle Fragen der sozialistischen Arbeit und der sozialen Fürsorge“ und erschien fortan im Verlag Die Wirtschaft. 1962 ging die Zeitschrift Arbeitsrecht in Arbeit und Sozialfürsorge auf, was u. a. dazu führte, dass diese 1963 den noch heute geführten Titel Arbeit und Arbeitsrecht erhielt, damals noch mit dem Untertitel Zeitschrift für sozialistische Arbeit und Arbeitsrecht.
Im Zuge der deutschen Wiedervereinigung wurde Arbeit und Arbeitsrecht ab Heft 7/90 von den Verlagen Die Wirtschaft (1990 in eine GmbH umgewandelt, deren Anteilseignerin zu 100 % die Treuhandanstalt war) und C. H. Beck herausgegeben. Von Juli bis Dezember 1990 erschien Arbeit und Arbeitsrecht mit dem Untertitel Monatsschrift für die betriebliche Praxis. Erstmals arbeiteten Verlage aus Ost und West auf dem Gebiet des Arbeitsrechts zusammen. 1991 gründeten die beiden Verlage die Arbeit und Arbeitsrecht – AuA GmbH.
Der Münchner Verleger Wolfgang Huss kaufte im September 1991 von der Treuhandanstalt den ReWi Verlag für Recht und Wirtschaft (ehemals Staatsverlag der DDR), den Verlag Die Wirtschaft, den Verlag für Bauwesen sowie den Verlag Technik. Seit 1996 erschien Arbeit und Arbeitsrecht im Verlag Die Wirtschaft GmbH, seit 1998 wird sie auf Initiative von Wolfgang Hromadka und Rainer Sieg von einem Publizistischen Beirat unterstützt, der sich aus Unternehmenspraktikern, Wissenschaftlern, Bundesrichtern und Vertretern des Bundesarbeitsministeriums (BMAS) zusammensetzt.
Seit 1999 erscheint die Zeitschrift bei der HUSS-MEDIEN GmbH, nachdem der Verlag Die Wirtschaft am 19. Dezember 1998 mit dieser verschmolzen wurde. 2003 verschmolz Arbeit und Arbeitsrecht mit der Zeitschrift Personal-Profi und erhielt in diesem Rahmen ihren bis heute fortgeführten Magazin-Charakter.

## Chefredakteure
Arbeit und Sozialfürsorge
- 1946 Harry Kuhn, 1946 Walter Hoffmann
- 1946–1951 M. P. Liebrandt
- 1951–1959 Emil Kortmann
- 1960–1962 Manfred Böttcher

Arbeit und Arbeitsrecht
- 1963–1969 Hans Löhn
- 1970–2000 Brigitte Udke
- 2001–2006 Kristina Hornung
- 2006–2020 Volker Hassel
- seit 2020 Andreas Krabel

## Beirat
Zusammensetzung des Redaktionsbeirats 1970
- Rudolf Feist, Zentrales Forschungsinstitut für Arbeit Dresden
- Heinz Gransnick, VEB Elektrokohle Berlin
- Fritz Kaiser, Richter am Obersten Gericht der DDR
- Gerhard Kirschner, Staatsanwalt beim Generalstaatsanwalt der DDR
- Emil Kortmann, Mitarbeiter für Pressearbeit im Staatlichen Amt für Arbeit und Löhne
- Rudi Kranke, Mitarbeiter beim Bundesvorstand des FDGB
- Frithjof Kunz, Akademie für Staats- und Rechtswissenschaft der DDR Potsdam-Babelsberg
- Joachim Michas, Humboldt-Universität zu Berlin
- Helmut Pielasch, Mitarbeiter im Ministerium für Gesundheit
- Ernst Springer, Deutsches Zentralinstitut für Arbeitsmedizin
- Karl-Heinz Richter, Hochschule für Ökonomie Berlin
- Gerhard Rosenkranz, VEB NARVA
- Roland Schmutzler, Karl-Marx-Universität Leipzig
- Siegfried Seidel, Martin-Luther-Universität Halle-Wittenberg
- Gertrud Viertel, Mitarbeiterin beim Bundesverband des FDGB

Publizistischer Beirat 2023
- Wolfgang Hromadka, Sprecher des Beirats, Universität Passau und Karls-Universität Prag
- Deniz C. Akitürk, Rheinmetall Waffe Munition GmbH, Rheinmetall Landsysteme GmbH, Senior Vice President Human Resources, Unterlüß/Kiel
- Nils Meurer, Leiter Personalmanagement, Grundsatz, Vergütung und Arbeitsrecht, Talanx Versicherungen, Hannover
- Mark Rüther, DFS Deutsche Flugsicherung GmbH, Leiter Tarifwesen, Bad Honnef
- Dorit Engel, Senior Counsel Employment Law/Director, Deutsche Bank AG, Frankfurt am Main
- Michael Fritz, DB International GmbH, Leiter Personal; DB Engineering & Consulting (I.TH), Geschäftsführer Personal, Berlin
- Valerie Holsboer, Bundesagentur für Arbeit, Vorstand Ressourcen, Nürnberg
- Philipp Klarmann, SAP SE & Co. KG, VP, Head of Global Compliance and Forensic Audit, Walldorf
- Jan Lessner-Sturm, Metro AG, Director Labour Relations Germany & Labour Law, Düsseldorf
- Frank Maschmann, Lehrstuhl für Bürgerliches Recht und Arbeitsrecht, Universität Regensburg
- Dirk Pollert, Verband der Metall- und Elektro-Unternehmen Hessen e. V., Vereinigung der hessischen Unternehmerverbände Hauptgeschäftsführer, Frankfurt am Main
- Andreas Richert, Bertelsmann SE & Co. KGaA, Leiter Arbeitsrecht und Koordination Personalarbeit Inland, Gütersloh
- Uwe Schirmer, Robert Bosch GmbH, Leitender Direktor, Stuttgart
- Anja Schlewing, Vorsitzende Richterin am Bundesarbeitsgericht, Erfurt
- Ingo Schöllmann, Arbeitgeberverband für Telekommunikation und IT e. V., Hauptgeschäftsführer, Bonn
- Rainer Sieg, Rechtsanwalt, Honorarprofessor, Universität Passau
- Thomas Steger, Lehrstuhl für Betriebswirtschaftslehre, insb. Führung und Organisation, Universität Regensburg
- Klaus-Peter Stiller, Bundesarbeitgeberverband Chemie e.V, Hauptgeschäftsführer, Wiesbaden
- Hans Peter Viethen, Bundesministerium für Arbeit und Soziales (BMAS), Ministerialdirektor a. D., Bonn und Berlin
- Boris Wein, Boehringer Ingelheim Pharma GmbH & Co. KG, Head of Labour Law, Ingelheim am Rhein

## Sonderpublikationen
| Erscheinungsjahr | Titel                                                                             |
| ---------------- | --------------------------------------------------------------------------------- |
| 1. Auflage 1986  | Latein im Recht; Lieberwirth, Rolf (Hrsg.)                                        |
| 1. Auflage 1993  | Aushangpflichtige Gesetze; Redaktion Arbeit und Arbeitsrecht (Hrsg.)              |
| 1. Auflage 2020  | Arbeiten 4.0 in der Unternehmenspraxis, Redaktion Arbeit und Arbeitsrecht (Hrsg.) |
| 1. Auflage 2009  | Entgeltfindung – Entgeltgestaltung; Franke, Dieter                                |
| 1. Auflage 2020  | Kollektives Arbeitsrecht in 600 Fragen & Antworten, Rainer Sieg                   |
| 1. Auflage 2013  | Sucht und Burnout im Betrieb, Hrsg. Fachzeitschrift Arbeit und Arbeitsrecht       |
|                  | #ArbeitsRechtKurios, Diringer, Arnd                                               |
|                  | #AllesRechtKurios, Diringer, Arnd                                                 |
| 1. Auflage 2029  | Datenschutz-praktische Umsetzung in Ihrem Unternehmen, Hülsmann, Werner           |

## Kongress Arbeitsrecht
Seit 2006 veranstalten Arbeit und Arbeitsrecht zusammen mit der Gesellschaft für Marketing und Service der Deutschen Arbeitgeber mbH zum ersten Mal den Kongress Arbeitsrecht, der seitdem jährlich stattfindet. Dabei handelt es sich mittlerweile um eine Hybridveranstaltung, bei der Wissenschaftler, Unternehmenspraktiker, Bundesrichter, Verbandsvertreter, Ministerialbeamte und Fachanwälte auf dem Kongress Einblicke in die neuesten Entwicklungen, die aktuellsten arbeitsrechtlichen Entscheidungen und die wichtigsten Veränderungen auf dem Gebiet des Arbeits- und Tarifrechts geben. Die Veranstaltung geht über zwei Tage und der Tagungsort ist stets Berlin. Schirmherr des Kongress Arbeitsrecht ist der Arbeitgeberpräsident.

## Crossmediales Angebot
Die Zeitschrift bietet eine Vielzahl von Angeboten, um Lesern ein umfassendes Verständnis des Arbeitsrechts zu vermitteln. Das Angebot „AuA Plus“ ermöglicht den Zugriff auf die gedruckte Ausgabe sowie die digitale Version der Zeitschrift. Darüber hinaus stehen informative Whitepaper zur Verfügung, die tiefgehende Einblicke in spezifische arbeitsrechtliche Themen ermöglichen.
| Die letzten vier Ausgaben                         |
| ------------------------------------------------- |
| BGM & BEM                                         |
| Arbeitszeit – was Arbeitgeber jetzt wissen müssen |
| New work: flexibel arbeiten                       |
| Zusammenarbeit mit dem Betriebsrat                |
| Weiterbildung                                     |

Außerdem gibt es einen wöchentlich veröffentlichten Podcast, der den Lesern die Möglichkeit bietet, interessante Diskussionen und Experteninterviews zum Thema Arbeitsrecht zu hören. Die Arbeit und Arbeitsrecht ist außerdem auf zahlreichen Social-Media-Kanälen zu finden.